# Nutrición parenteral
La nutrición parenteral aporta al paciente por vía intravenosa los nutrientes básicos que necesita. Las sustancias suministradas deben proporcionar la energía requerida y la totalidad de los nutrientes esenciales (azúcares, sales, aminoácidos, vitaminas, etc), y deben ser inocuas y aptas para su metabolismo. 
Se preparan por un enfermero en el servicio de farmacia, en el que existen instalaciones apropiadas, en las que incluye la campana de flujo laminar donde se realizan las manipulaciones con técnicas de asepsia rigurosa, para que estos preparados sean estériles.
Este tipo de nutrición puede ser parcial o total según acompañe o no a la alimentación enteral. 
Se suele usar en algunos casos específicos con bebés prematuros, pacientes operados del tracto digestivo o personas con el síndrome de intestino corto. Cuando una persona es incapaz de alimentarse por sí sola debe recurrir a métodos alternativos que le permitan recibir los nutrientes necesarios para poder vivir.
Es un factor de riesgo para la enfermedad de Wernicke.

## Vías de administración
La administración de dicha nutrición puede ser de dos tipos:
- Por vía central: El suministro de nutrientes se realiza a través de una vena central de gran calibre, generalmente se utiliza la vena cava superior, a fin de evitar fenómenos irritativos locales.

El tiempo que puede permanecer el catéter para la nutrición parenteral puede ser hasta que disfuncione la vía.
- Por vía periférica: El suministro de nutrientes se realiza a través de una vena periférica de pequeño calibre.

En un debate multidisciplinar, y tras revisar la evidencia disponible así como la experiencia de los expertos, la IV Mesa de Trabajo Baxter-SENPE establece las indicaciones y pautas de manejo de los micronutrientes (vitaminas hidrosolubles y liposolubles y oligoelementos o elementos traza) en la Nutrición Parenteral. Se concluye en la conveniencia del aporte diario de micronutrientes contemplándose diferentes posibilidades en lo que respecta a dosis por exceso y defecto, sistemas de administración, interacciones, monitorización y coste-efectividad.
Dada la función esencial de los micro nutrientes (vitaminas, oligoelementos y/o elementos traza o ET) y aunque fisiológicamente se encuentran en depósitos adecuados en el organismo, en situación patológica pueden producirse deficiencias sub-clínicas, que son diferentes para cada uno de ellos, pudiéndose producir concomitantemente de varios a la vez.
Aunque existe poca evidencia acerca de cuál es el aporte exacto de micronutrientes para asegurar la mejor función tisular, si se conoce su importancia en el adecuado funcionamiento de la función inmune y sistema antioxidante, pero existe debate sobre si el incremento de las necesidades de micronutrientes en situaciones clínicas graves puede ser beneficioso o deletéreo sobre el papel que en estas juegan las especies activas de oxígeno, por lo que es necesario desarrollar ensayos clínicos que clarifiquen esta situación.
Existen factores de riesgo asociados a la deficiencia de micronutrientes, y por otra parte al inicio del soporte nutricional pueden haberse producido ya depleción de uno o más elementos traza; de hecho una suplementación estándar de micronutrientes puede ser insuficiente, siendo necesario proporcionar dosis farmacológicas que exceden las recomendaciones establecidas por los diferentes organismos oficiales y grupos de consenso.
Por otra parte, las técnicas de monitorización de niveles plasmáticos o de los depósitos en el organismo, son complejas, costosas, y en muchas ocasiones hay que tomar una decisión fundada en el juicio clínico antes de disponer de los datos del laboratorio; frecuentemente desconocemos el nivel sérico de micronutrientes al inicio de la Nutrición Parenteral (NP), y, por tanto, estamos lejos de poder detectar sus fluctuaciones.

## Beneficios de la Nutrición Parenteral
La nutrición parenteral (NP) en el hogar puede ser un tratamiento esencial para personas que no pueden alimentarse de manera adecuada por vía oral o enteral. Aquí  algunos de los beneficios clave:

### Mejora la calidad de vida
La nutrición parenteral en el hogar permite a los pacientes llevar una vida más normal y cómoda, evitando la necesidad de hospitalización o visitas frecuentes al hospital. Esto contribuye significativamente al bienestar emocional y psicológico del paciente y de su familia.

### Mayor autonomía y flexibilidad
Los pacientes pueden administrar su nutrición desde la comodidad de su hogar, lo que les otorga una mayor independencia. Esto es especialmente importante para personas con condiciones crónicas o de largo plazo que requieren un tratamiento continuo. Además, los horarios pueden adaptarse mejor a su rutina diaria.

### Prevención de complicaciones nutricionales
La NP en el hogar garantiza que los pacientes reciban una nutrición adecuada para evitar deficiencias de vitaminas, minerales y macronutrientes esenciales. Esto es crucial para mantener el equilibrio nutricional y prevenir problemas como la desnutrición o la pérdida de masa muscular.

### Reducción de costos
Aunque la nutrición parenteral requiere equipamiento y seguimiento médico, su implementación en el hogar puede ser más económica que las estancias hospitalarias continuas. Al evitar hospitalizaciones, los costos asociados a cuidados prolongados y estancias hospitalarias se reducen.

### Mejor control y seguimiento
Los pacientes que reciben nutrición parenteral en casa suelen tener un seguimiento médico más cercano y personalizado. Esto permite ajustar la fórmula nutricional según las necesidades cambiantes del paciente y realizar monitoreos frecuentes sin la necesidad de estar en un hospital.

### Reducción de infecciones nosocomiales
Al permanecer en casa, el riesgo de infecciones adquiridas en el hospital, como las infecciones nosocomiales, disminuye considerablemente. Esto es especialmente relevante en pacientes inmunocomprometidos o con tratamientos médicos intensivos.

### Bienestar psicológico
Estar en casa, rodeado de la familia y el entorno habitual, mejora el estado emocional del paciente. La familiaridad con su ambiente puede ayudar a reducir el estrés asociado con el tratamiento médico, favoreciendo una recuperación más positiva.

### Menor estrés para los cuidadores
El apoyo familiar y la posibilidad de recibir capacitación adecuada sobre cómo administrar la NP en casa reduce el estrés de los cuidadores, al brindarles la capacidad de ofrecer un cuidado adecuado sin tener que depender completamente de los servicios hospitalarios. 